# Tortură cu bambus
Tortura cu bambus este o presupusă metodă de tortură și de execuție în care o plantă de bambus este lăsată să crească prin corpul victimei. Unele surse susțin că acest tip de tortură a fost aplicat în trecut în Asia de Sud și de Est, dar nu există dovezi credibile.

## Presupusa utilizare

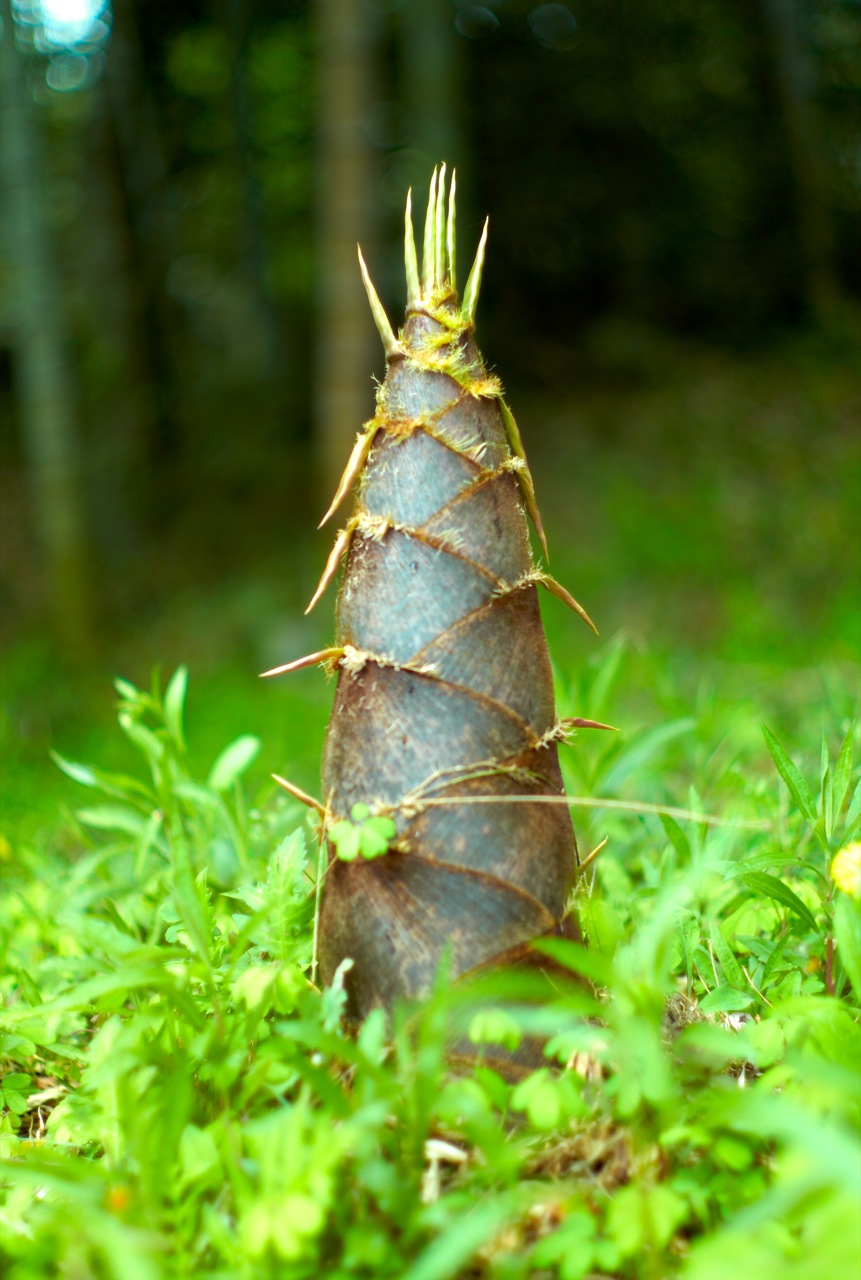
Un fir de bambus; unele specii cresc aprox. 4 cm pe oră

Un „cetățean din Madras”, în călătoria sa din 1820 prin India, menționa că acest mod de utilizare a bambusului era o pedeapsă binecunoscută in Ceylon.
După cel de-al doilea Război Mondial, au apărut istorioare despre cum soldații japonezi aplicau „tortura cu bambus” asupra prizonierilor de război americani și aliați, victimele fiind legate strâns direct deasupra unui fir de bambus abia răsărit. Pe parcursul câtorva zile, firul ascuțit ar crește rapid, mai întâi străpungând corpul victimei, apoi făcându-și loc printre carne și organele interne, în cele din urmă ieșind pe cealaltă parte. Poeta și autoarea chineză Woon-Ping Chin, în memoriile sale Hakka Soul, menționa „tortura cu bambus” ca una din metodele pe care localnicii credeau că japonezii le aplică asupra prizonierilor.
În cadrul unui episod din 2008 al programului TV MythBusters, a fost investigată posibilitatea torturării cu bambus și s-a demonstrat că bambusul poate, într-adevăr, să străpungă câțiva țoli de gelatină balistică⁠(d) în trei zile. Gelatina balistică este considerată ca având o structură asemănătoare cu carnea de om, iar experimentul a susținut, astfel, viabilitatea acestei metode de tortură, nu și autenticitatea sa istorică.
Tragerea în țeapă a persoanelor utilizând plante aflate în creștere este o poveste care a mai fost înregistrată în secolul al XIX-lea, atunci când malaezienii susțineau că siamezii foloseau, printre alte pedepse, tortura cu palmierul Nypa fruticans⁠(d) în loc de bambus, în timpul invaziei Kedahului de către siamezi⁠(d) în 1821.